# 霍爾巴切沃-米哈伊利夫卡
霍爾巴切沃-米哈伊利夫卡（羅馬化：Horbachevo-Mykhailivka），或按俄语译作戈尔巴乔沃-米哈伊洛夫卡，是位於烏克蘭東部的市級鎮，由顿涅茨克州顿涅茨克区的頓涅茨克市鎮負責管轄。該鎮面積0.77平方公里，海拔高度100米，2013年人口922，人口密度每平方公里1,197.4人。